# Министерство на строителните материали и горската промишленост
Министерство на строителните материали и горската промишленост (МСМГП) е историческо министерство в България, съществувало в периода 1956-1957 година.

## История
Министерството е създадено на 6 ноември 1956 г. с указ № 401. То е „централно ведомство, което провежда държавната политика в областта на строителните материали и горската промишленост“. Министерството управлява предприятия, научноизследователски институти, които са свързани с производство на строителни материали и дървообработване.
Слято е с Министерството на строежите с указ № 59 от 1 февруари 1957 г. 

## Министри на строителните материали и горската промишленост
| правителство | име              | дати                             | партия | партия |
| ------------ | ---------------- | -------------------------------- | ------ | ------ |
| 67           | Раденко Видински | 6 ноември 1956 – 1 февруари 1957 | БКП    |        |